# 圣餐堂
圣餐堂（Church of the Holy Communion and Buildings）曾是一座圣公会教堂，哥特复兴风格，位于纽约市曼哈顿第六大道656-662号及西20街，所谓的熨斗区及仕女购物街区（Ladies' Mile Historic District）。
该堂于1846年献堂，到19世纪末，由于城市扩展，该堂所在区域由高级住宅区演变为繁华购物区，第六大道两旁排列着豪华的百货公司，但是到一战时均北迁或是关闭。1970年代，该区遭废弃，堂会并入各各他-圣乔治堂，教堂出售给Odyssey House戒毒所。1983年又被转手给Limelight夜总会。由于出现滥用毒品的问题，夜总会于2007年关闭。2010年5月7日，该建筑作为零售商场Limelight Marketplace重新开放。内有60多个小型高档商店，售卖首饰，服装
1966年，该建筑被列为纽约市地标，1980年列入国家史迹名录。 